# Osieki (Gołdap)
Osieki (deutsch Ostkehmen) ist ein Dorf in der polnischen Woiwodschaft Ermland-Masuren, das zur Stadt- und Landgemeinde Gołdap (Goldap) im Kreis Gołdap gehört.

## Geographische Lage
Osieki liegt im Nordosten der Woiwodschaft Ermland-Masuren am Ostufer der Goldap (polnisch: Gołdapa). Die frühere jetzt in der russischen Oblast Kaliningrad (Gebiet Königsberg (Preußen)) gelegene Kreisstadt Darkehmen (1938 bis 1945: Angerapp, russisch: Osjorsk) liegt 18 Kilometer nordwestlich, die jetzige Kreismetropole Gołdap ist in nordöstlicher Richtung in zehn Kilometern erreichbar.

## Geschichte
Das bis 1945 Ostkehmen genannte Dorf hatte zuvor unterschiedliche Namen: Petraschkey Neusassen (nach 1594), Ozaksninay (vor 1603) und auch Didzwillen (vor 1785). Es bestand aus mehreren kleinen Höfen und Gehöften.
Von 1874 bis 1945 war es in den Amtsbezirk Rogahlen (polnisch: Rogale) eingegliedert, der – 1939 in „Amtsbezirk Gahlen“ umbenannt – zum Kreis Darkehmen (1939 bis 1945: Landkreis Angerapp) im Regierungsbezirk Gumbinnen der preußischen Provinz Ostpreußen gehörte.
In Ostkehmen waren 85 Einwohner im Jahr 1910 verzeichnet. Die Zahl veränderte sich bis 1925 auf 92, betrug 1933 noch 84 und belief sich 1939 auf 67.
1945 kam Ostkehmen in Kriegsfolge zu Polen und erhielt die polnische Namensform „Osieki“. Von 1945 bis 1975 gehörte das Dorf zum Kreis Węgorzewo (Angerburg) in der Woiwodschaft Olsztyn (Allenstein). Heute ist es eine Ortschaft im Verbund der Stadt- und Landgemeinde Gołdap im Powiat Gołdapski, bis 1998 der Woiwodschaft Suwałki, seither der Woiwodschaft Ermland-Masuren zugehörig.

## Religionen
Die vor 1945 überwiegend evangelische Bevölkerung Ostkehmens war in das Kirchspiel der Kirche zu Rogahlen (1938 bis 1945: Gahlen (Ostpr.), polnisch: Rogale) im Kirchenkreis Darkehmen/Angerapp innerhalb der Kirchenprovinz Ostpreußen der Kirche der Altpreußischen Union eingepfarrt. Seit 1945 gehören die evangelischen Kirchenglieder Osiekis zur Kirchengemeinde in Gołdap, einer Filialgemeinde  der Pfarrei in Suwałki in der Diözese Masuren der Evangelisch-Augsburgischen Kirche in Polen.
Die katholischen Einwohner Osiekis sind – wie vor 1945 die Katholiken in Ostkehmen – in die Pfarrgemeinde in Gołdap eingegliedert. Sie ist Teil des Dekanats Gołdap im Bistum Ełk (Lyck) der Katholischen Kirche in Polen.

## Verkehr
Osieki ist über eine Nebenstraße zu erreichen, die in Boćwinka (Alt Bodschwingken, 1938 bis 1945 Alt Herandstal) von der polnischen Woiwodschaftsstraße DW 650 (ehemalige deutsche Reichsstraße 136) abzweigt und in nördlicher Richtung über Jany (Groß Jahnen) nach Bałupiany (Ballupönen, 1938 bis 1945 Ballenau) führt.